# Pawling (New York, város)
Pawling város az USA New York államában, Dutchess megyében. Lakosainak száma 8012 fő (2020. április 1.).

## Népesség
A település népességének változása:

| 2010 | 8 463 |
| 2020 | 8 012 |